# 레인코트 킬러: 유영철을 추격하다
《레인코트 킬러: 유영철을 추격하다》(영어: The Raincoat Killer: Chasing a Predator in Korea)은 유영철에 대한 서스펜스 다큐멘터리이다.

### 참조주
1. ↑  넷플릭스 '레인코트 킬러: 유영철을 추격하다' 내달 공개 이정현 연합뉴스 2021-09-24